# 二ヶ領用水
二ヶ領用水（にかりょうようすい）は、多摩川などを水源とし、神奈川県川崎市多摩区（上河原堰・宿河原堰）から川崎市幸区までを流れる、全長約32km（宿河原の支流を含む）の神奈川県下で最も古い人工用水路である。
2020年（令和2年）3月10日に国の登録記念物に登録された。

## 概要
関ヶ原の戦いの3年前にあたる1597年（慶長2年）に測量が始まり、14年の歳月をかけて完成。二ヶ領用水の名は、江戸時代の川崎領と稲毛領にまたがって流れていたことに由来する。農業用水として多摩川から水を引いて造られ、かつては近隣の農業を支えた二ヶ領用水だが、時が流れて現在の沿川は宅地化が進んでおり、工業用水などに用いられるとともに、近隣住民の憩いの場としても親しまれている。

## 地理
神奈川県川崎市多摩区布田にある上河原堰で多摩川から取水し、すぐに旧三沢川および大丸用水の一部が合流して流下、さらに登戸で山下川を、東生田で五反田川を合わせ、川崎市高津区久地で新平瀬川に合流する。このうち旧三沢川合流から新平瀬川に合流するまでの区間は「二ヶ領本川（新川）」とも呼ばれ、河川法による多摩川水系平瀬川支流の一級河川として管理されている（河川延長5.9km、流域面積4.6km2の区間）。
また、川崎市多摩区宿河原にある宿河原堰でも取水し、宿河原町内を流れて久地に至る流路も設けられており、こちらは宿河原用水（しゅくがわらようすい）とも呼ばれている。この区間および上河原堰 - 旧三沢川合流の間は、河川法による準用河川として管理されている。
当初は堰が設けられておらず、自然流入による取水だったという。後に、多摩川の水量が少ない時などにも確実な取水をするため、竹で編んだ蛇籠に玉石を入れたものを取水口に並べて堰止める技法が使われるようになり、これが昭和初期まで使われていたが、洪水のたびに流されてしまい修復等の負担が重いことと、多摩川の水位低下等により取水が難しくなったため、現在のような固定堰が設けられるようになった。詳しくは#歴史を参照。
上河原堰の分水の一つである五ヶ村堀は、五反田川との合流点からすぐ上流で分流し、一部が五ヶ村堀緑地になっているほか、宿河原用水と立体交差して川崎緑化センター内を通り、多摩川の水門に続いている。
高津区久地で合流した 2つの流れは、久地円筒分水に流入するとともに、一部が新平瀬川経由で多摩川に戻される。

## 支流

### 分水

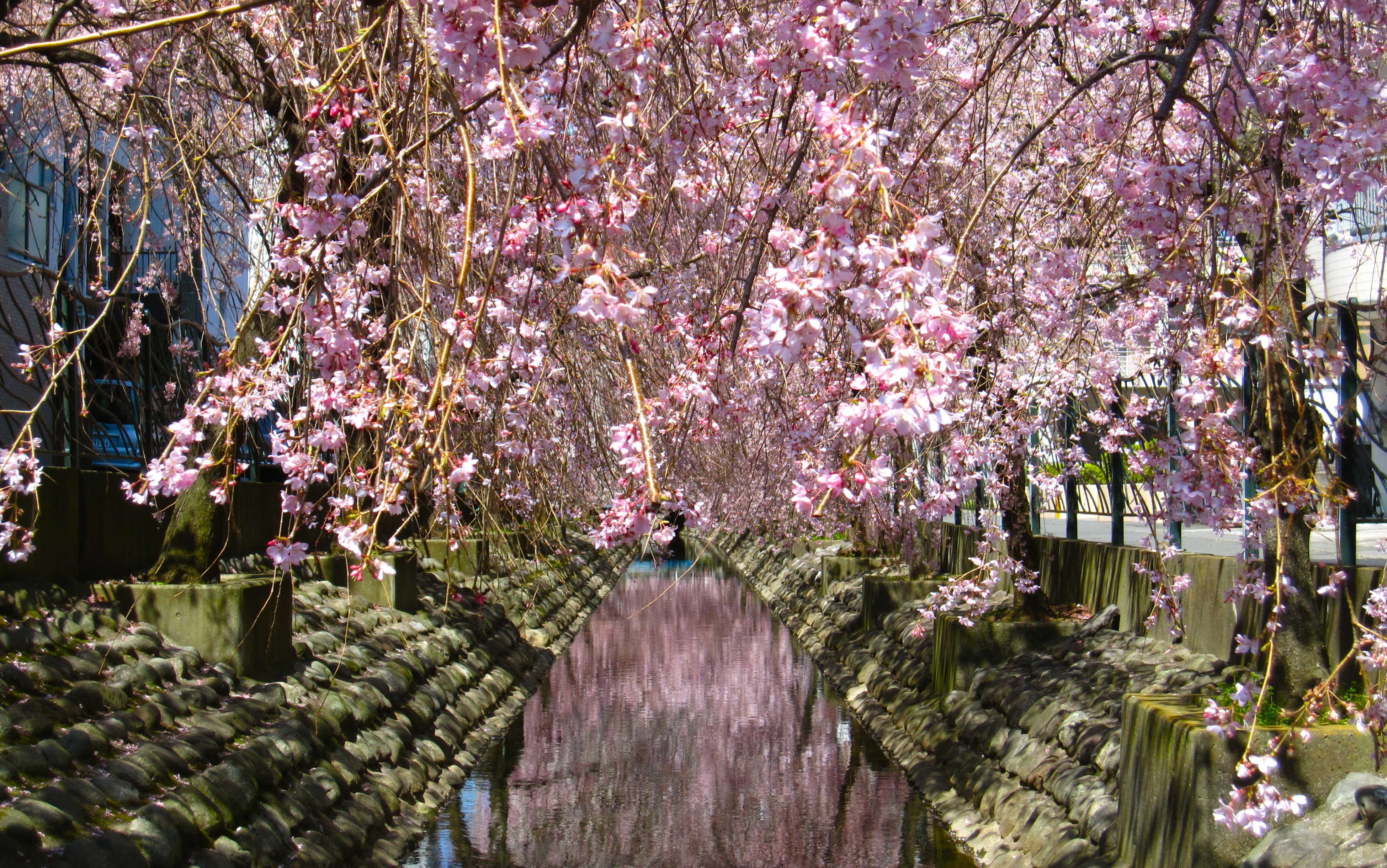
桜満開の二ヶ領用水（高津駅付近）

久地から先は、各々西から根方堀、川崎堀、六ヶ村堀、久地・二子堀と呼ばれる4方向に分岐するため、久地円筒分水により各堀の灌漑面積に応じた一定の比率（7.415 : 38.471 : 2.702 : 1.675）で正確に分水される。
根方堀
最も西側を流れ、高津幼稚園の脇を通り、大山街道の栄橋で旧平瀬川と立体交差、溝口西口商店街を横切って、暗渠となる。溝の口駅の商店街から住宅地を通り抜け、武蔵新城駅付近で江川として姿を現し、現在の川崎市中原区井田付近で鶴見川水系矢上川に流入する。
川崎堀
本流の役目を果たし、現在の幸区・横浜市鶴見区方面（鶴見川以東の地域）まで潤していた。現在は河川法管轄外の普通河川として管理されている。直線的に改修された部分は「新川」と呼ばれ、旧流路は旧府中街道の南を蛇行していた。旧平瀬川と合流した二子坂戸緑道など。河川敷が整備されていて、鯉が放されている箇所もある。
六ヶ村堀
溝口、二子（南部）、瀬田、諏訪河原、北見方、宮内、小杉の各地を潤した。川崎堀のすぐ隣の道（旧府中街道）沿いで、高津のNTTの近くで二手に分かれ、多摩川の水門まで続く。
久地・二子堀
久地および二子（北部）を潤した。平瀬川と少し離れたところを直線的に多摩川の水門まで続く。
現在は川崎堀のうち川崎市高津区・中原区内の流路が専ら「二ヶ領用水」と呼ばれ辿ることができるが、他の流路については1990年代までにほとんど蓋がされるか道路下に埋め込まれており（暗渠化）、流路を辿るのは困難になっている。開口していた時代は子供たちがザリガニを釣る姿が見られた。流路の概要は円筒分水に詳しい地図が掲示されている。

### 江川
川崎市中原区・高津区西部の境を流れる江川（えがわ）と呼ばれる小川があるが、これは自然河川ではなく、かつての二ヶ領用水根方堀の一部である。
現在の川崎市高津区・中原区西部も以前は新田地帯であり、二ヶ領用水が田畑を潤していたが、近年沿川の宅地化が進むと田畑は次第に宅地化され、生活排水や雨水を流す側溝として使われるようになっていく。
しかし生活排水の流入による河川の汚染が深刻になると下水道整備が進められ、それが一段落した時点で江川は廃川となり、その後は道路用地や雨水を流す側溝として使われるとともに、近年の自然環境見直し機運に呼応して水辺の散策道として整備されることとなった。現在は等々力の下水高度処理施設より高度処理水が送られ、二ヶ領用水の流れに合流して小川を形成している。
武蔵新城駅南口から200m ほど南下した川崎市中原区新城・高津区千年新町の境界付近より両区境を流れて川崎市中原区井田で矢上川に合流する約2.4km が地上に現れており、「江川せせらぎ遊歩道」として整備され、近隣住民の憩いの場およびコイや野鳥などの生活の場になっている。
矢上川との合流地点は「井田堤の桜」と呼ばれる名所であったが、宅地化および堤防整備に伴い失われ、現在は往時の面影は見られない。
なお、近隣の横浜市都筑区にも同名の江川があり、これもよく似た「江川せせらぎ緑道」の名で整備されているが、こちらの江川とは接続していない。

### 渋川
武蔵小杉駅近くで川崎堀から分流し南へ流れ、元住吉駅付近を通って中原区木月4丁目地先で矢上川に合流する、全長2.4kmの用水路があり、これは渋川（しぶかわ）と呼ばれ、現在は普通河川として管理されている。また沿川には約250本の桜並木が続き、「住吉桜」と呼ばれ親しまれている。
住吉・日吉地区の農業用水として利用されていたが、季節によっては水量が少なかったようで、堀の浚渫などを小まめに行い、僅かな水を無駄なく使うよう心がけていたという。
江戸時代末期になるとこの辺りではいくつかの水車が回るようになり、水量の多い時季には精米や製粉などが行われていたという。
現在は沿川の宅地化が進み、農業用水としての利用は激減したが、アスファルト舗装され保水力が失われた周辺地盤に代わって雨水を流す役割を担っている。さらに渋川の地下に建造された川崎市内最大の雨水貯留管（1991年着工、2004年供用開始）は、144,000m³の雨水を一時貯留する能力を有し、下水道整備が完了していない矢上川やその下流の鶴見川の洪水を緩和する役割を担っている。
同様の貯留管は江川の下にも造られている（2000年完成、貯水量81,000m³）。

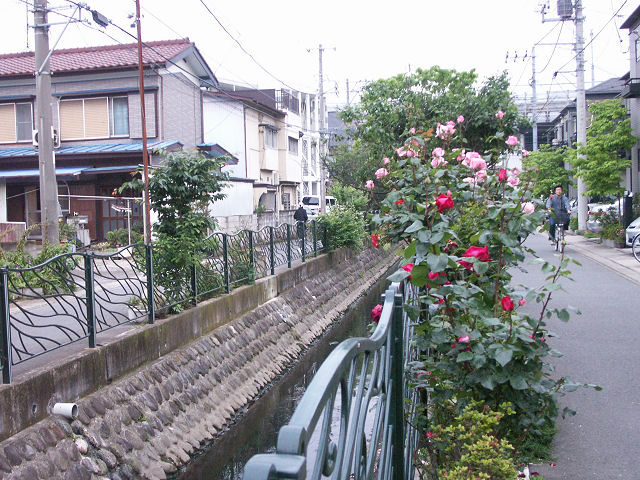
二ヶ領用水・川崎堀。沿川に植えられた草木は近隣住民により手入れされている。（2006年5月14日）
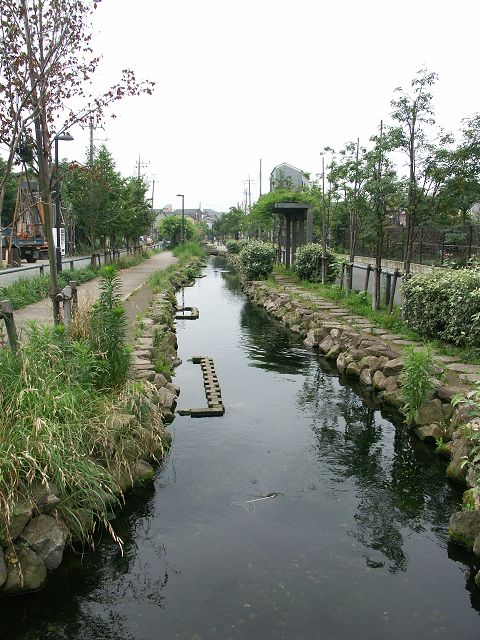
江川せせらぎ広場（2006年6月27日）
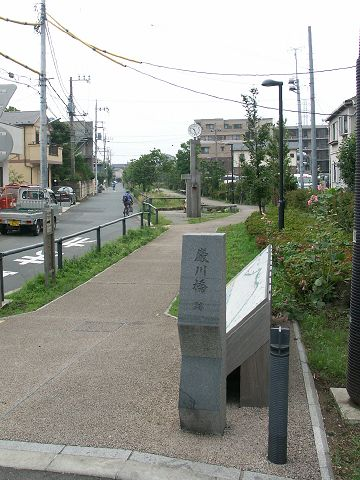
中原街道に架けられていた巌川橋の跡（2006年6月27日）
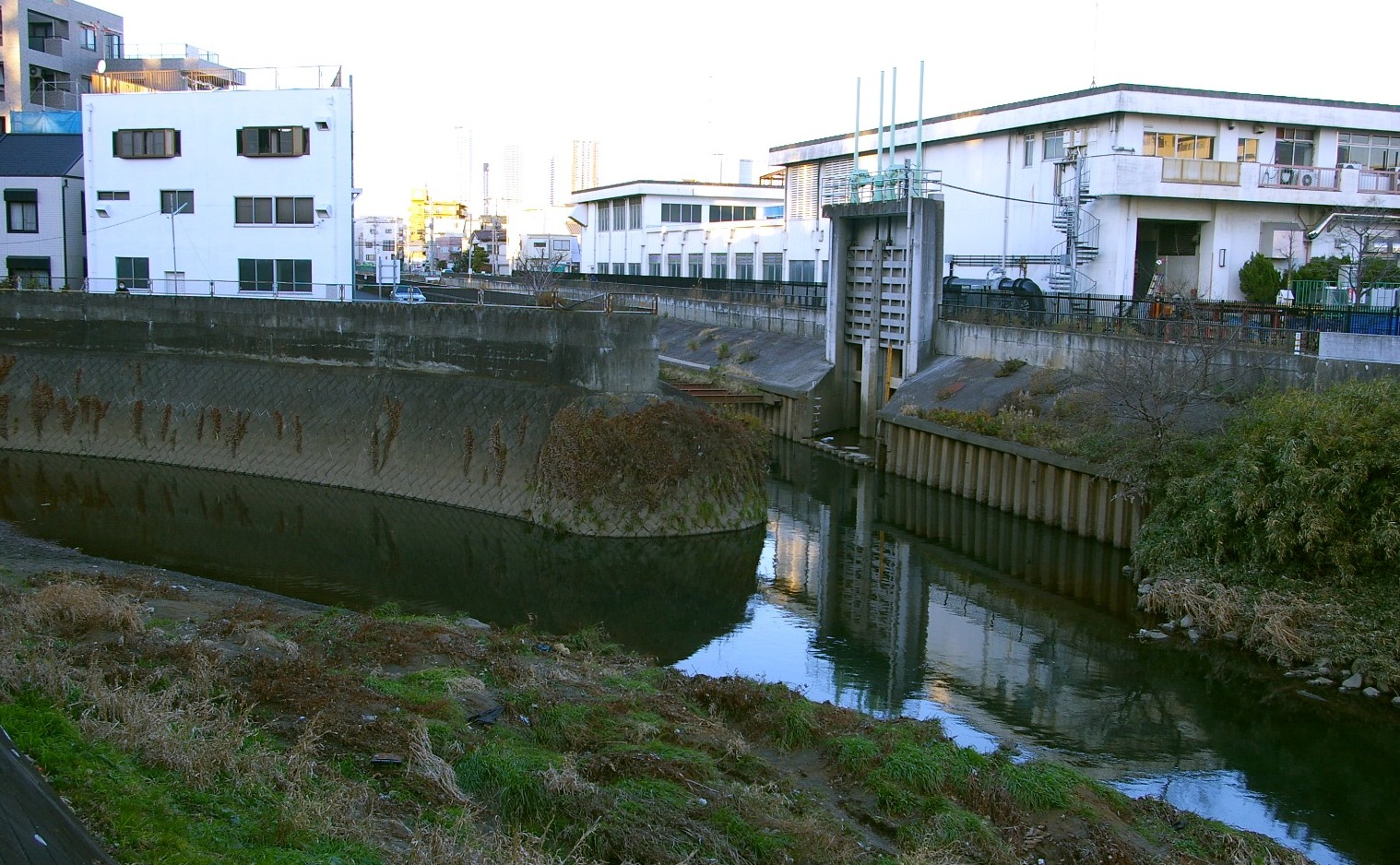
矢上川と渋川の合流点

## 流域の自治体
神奈川県
川崎市多摩区、高津区、中原区、幸区
過去には、現在の横浜市鶴見区の一部（江ケ崎、矢向、市場、菅沢、潮田）にも流れていた。

## 取水口・分水樋
- 上河原取水口（多摩区布田）
- 旧三沢川・大丸用水合流
- 山下川合流
- 五反田川合流
- 宿河原取水口（多摩区宿河原）
- 久地円筒分水 - （一部がその手前で新平瀬川へ合流）
- 旧平瀬川合流

## 橋梁
川崎市を縦断する二ヶ領用水は多くの鉄道や主要道、商店街と交差するが、それらを併記する。また、川幅が小さく街中を流れているため、近年新たに建設された橋や簡易的な橋もあり、中には橋の名前がついていないものも存在するが、上記の交差がなく名前のない橋は省略する。
| （上河原堰） - 布田橋 - 多摩沿線道路 - ふだっ子橋 （JR南武線） - 中の島橋 - 田村橋 - 北星橋 （旧三沢川合流） - 新川橋 - 橋本橋 - 一本圦橋 - 紺屋橋 - 台和橋 （山下川合流） - 徒橋 - 新川橋 - 津久井道 - 小泉橋 （小田急小田原線） （五反田川合流） - 飯室橋 - 稲生橋 - 都市計画道路向ヶ丘遊園駅菅生線（向ヶ丘遊園駅南口商店街） - 本村橋 - 府中街道 - 新開橋 - 長尾橋 - 市民プラザ通り - 豊年橋 - 丸池橋 （東名高速道路） - 長芝橋 - ひみず橋 - 下綱橋 | （宿河原堰） - （橋） - 多摩沿線道路 - 舟島人道橋 - 船島橋（ふねしまはし） - 新船島橋（しんふねしまはし） - （鉄道橋）船島鉄橋 - JR南武線 - 北村橋 - 市民プラザ通り - 宿河原橋（しゅくがわらばし） - 宿河原駅前商店会 - 緑橋（みどりはし） - 仲乃橋（なかのはし） - 八幡下橋（はちまんしたはし） - 緑の吊橋（みどりのつりはし） - 川崎市緑化センター - 宿之島橋（しゅくのしまばし） - たかはし - 中村橋（なかむらばし） - 稲荷橋（いなりはし） - 正一位稲荷大明神 （東名高速道路） - 宿河原橋 - 宿河原陸橋（しゅくがわらりっきょう） - 府中街道バイパス - 宿河原橋 - 出会い橋（であいばし） |

（本川・宿河原用水が合流）
- 新明橋（しんめいばし）

（JR南武線）
- 鷹匠橋 - 南武沿線道路
- 堰前橋
- 久地橋 - 府中街道

（平瀬川へ合流）

（久地円筒分水）
（ここから川崎堀）
- （橋） - 国道246号
- 法泉坊橋（ほうせんぼうはし）
- 濱田橋
- 西浦橋（にしうらはし）
- 大石橋（おおいしばし） - 大山街道（神奈川県道14号鶴見溝ノ口線）
- 曙橋（あけぼのはし）

（東急田園都市線）
- 新雁追橋（しんがんおいばし）
- （橋） - 溝口駅前商店街
- 二子南橋（ふたごみなみばし）
- 平成橋（へいせいばし）
- 二子新生橋（ふたごしんせいはし）
- 二子塚橋（ふたごつかばし）
- 錦橋（にしきばし）
- 境橋（さかいばし）
- （橋） - 第三京浜道路
- 竹橋

（八ッ目土）
- 大ヶ谷戸橋（おおがやとばし） - 都市計画道路宮内新横浜線
- 上家内橋
- 家内橋（かないばし）
- 薬師橋（やくしばし）
- 白田橋
- 神地橋（ごうじばし） - 中原街道
- 松尾橋（まつおばし）
- 山王橋（さんのうばし）
- 今井上橋（いまいかみばし） - 南武沿線道路
- （鉄道橋）二ヶ領用水橋梁 - JR南武線
- 今井仲橋（いまいなかはし）

（渋川分流）
- 今井南橋
- 今井中央橋 - サライ通商店街
- 今市橋（いまいちばし） - 法政通り商店街
- （鉄道橋）丸子川橋梁 - 東急東横線・目黒線
- 仲よし橋
- （橋） - 綱島街道

（中原平和公園、川崎市平和館、神奈川県立住吉高等学校）
- 和合橋（わごうばし）
- 昭和橋（しょうわばし）

（東海道新幹線）
- 苅宿1号橋（かりやどいちごうきょう）
- （橋） - 新鶴見操車場跡（武蔵野南線・品鶴線）
- 御幸跨線橋歩道橋
- 大鹿橋 - 平間駅前・ガス橋通り
- さくら橋
- 長寿橋
- 朱印橋（しゅいんばし）
- （橋） - 国道409号（府中街道）
- （鉄道橋）川崎堀橋梁 - JR南武線

川崎堀橋梁と平間配水場の間で二手に分かれるとともに地下に吸い込まれ、以降は暗渠化されている。また旧流路跡に小さな遊水路が設けられており、断続的に塚越中学校方面へ続く。
なお、旧流路跡と府中街道との交点付近には、かつての橋の欄干が残り、すぐ側の踏切名「川崎堀踏切」にも名を残している。尻手駅 - 新鶴見信号場間の貨物線（通称尻手短絡線）の旧流路跡にも「二ヶ領踏切」がある。

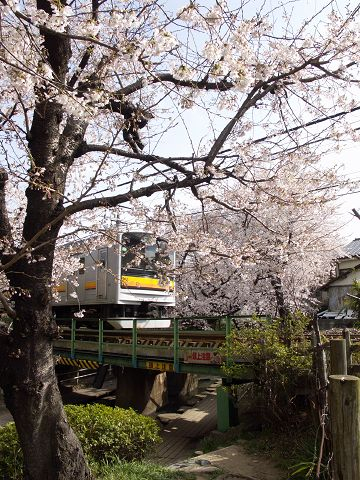
宿河原用水・船島鉄橋
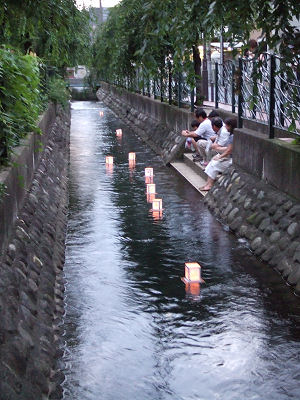
高津区民祭で灯籠流しが行われる溝口付近（2006年7月30日）
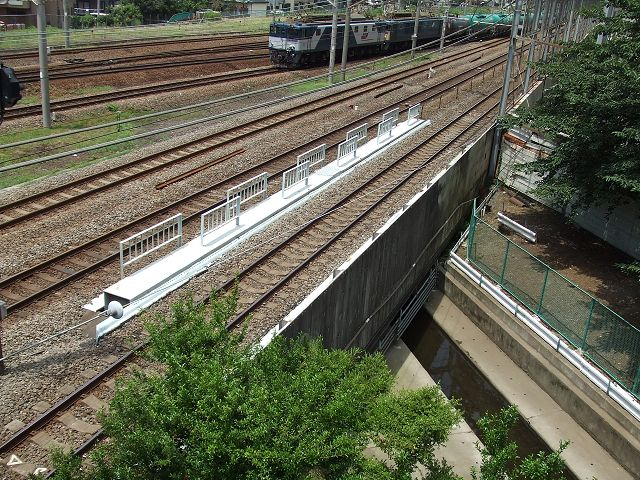
新鶴見操車場跡の下をくぐる二ヶ領用水川崎堀。渋川分流以降は流量が減り、間もなく地上から姿を消す。（2006年7月13日）

## 歴史

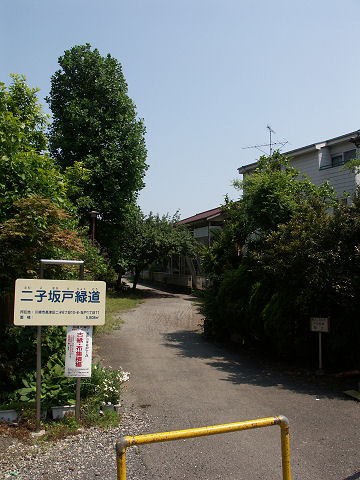
二子坂戸緑道公園は、かつての蛇行していた二ヶ領用水の流路跡であり、旧平瀬川の跡でもある。（2006年5月25日）

- 1597年（慶長2年）：二ヶ領用水の建設に着手。1590年（天正18年）に関東六ヶ国に転封となった徳川家康は、江戸近郊の治水と新田開発に取り組み、用水奉行・小泉次大夫に命じて、稲毛から川崎領六郷に至る本用水路を造らせた。小泉次大夫は、多摩川対岸（左岸）地域でも六郷用水などの用水路建設を手掛けている。
- 1611年（慶長16年）：二ヶ領用水完成。橘樹郡北部（稲毛領37ヶ村・川崎領23ヶ村、約二千町歩）の広範にわたって水路が巡らされ、この地域では二ヶ領用水により潤されて新田開発が進み、「稲毛米」と呼ばれる上質な米を産した。
- 1629年（寛永6年）：宿河原取水口および宿河原用水が完成。引水量が増加し、米の生産量を大幅に増加させた。宿河原用水は代官伊奈半左衛門の手代・筧助兵衛により造られた。
- 1724年（享保9年）：田中丘隅（休愚）により全面改修。
- 1821年（文政4年）7月6日：溝口水騒動が起こる。この年の夏は旱魃になり、当用水下流・大師河原の農民が中流・溝口の丸屋を襲撃した事件。二ヶ領用水が運ぶ水は当時盛んであった稲作にとって生命線であり、このような水にまつわる大小さまざまな騒動が起きていた。
- 1871年（明治4年）：横浜水道会社が設立され、二ヶ領用水からの取水施設敷設工事を開始。当組合は当初は民間で設立されたが、後に神奈川県へと引き継がれ、1877年（明治10年）に竣工する。後に事業を引き継ぐ横浜水道が道志川からの取水を始める1887年（明治20年）まで、水道原水を二ヶ領用水から取水している。
- 1893年（明治26年）：主に東京市の水源確保を目的として、多摩三郡（南多摩郡、北多摩郡、西多摩郡）が神奈川県から東京府に移管される。以降、水にまつわる両者間の紛争が度々起こることとなる。
- 1898年（明治31年）：稲毛川崎二ヶ領普通水利組合、大師河原村外4ヶ町村普通水利組合が設立される。
- 1927年（昭和2年）：神奈川県が、二ヶ領用水および周辺河川を再整備する「多摩川右岸農業用水利改良事業」を計画する。
- 1933年（昭和8年）：東京府が小河内ダム建設計画を発表。多摩川下流部で取水している神奈川県は反対し、協議が重ねられる。結果、ダム建設と引き替えにダムからの流下量が保証され、二ヶ領用水の取水量が上積み確保されることとなる。また補償金が支払われ、二ヶ領用水および三沢川・五反田川・平瀬川の改修費に充てられることとなった。
- 1936年（昭和11年）2月1日：「多摩川砂利採掘取締方法」により、二子橋より下流の多摩川での砂利採掘が全面禁止となる。東京都心部でのコンクリート需要の高まりに伴い多摩川の砂利が大量に掘り出された結果、多摩川の水位が大幅に下がり、二ヶ領用水などでの取水が難しくなるとともに、潮位によっては塩分が逆流して農業用水に致命的な影響を与えることもあったという。そうした被害を防ぐため、取水堰の建設が計画されるようになる。
- 1938年（昭和13年）：稲田町の合併により、二ヶ領用水の流域が全て川崎市の範囲となる。
- 1939年（昭和14年）：日本で最初の公営工業用水道が竣工し、当用水から取水を始め、日本鋼管（当時）などへ配水される。
- 1941年（昭和16年）：久地円筒分水が完成。同時に川崎堀が改修され、蛇行していた流路が直線化された。流路跡は暗渠化され道路等に利用されるとともに、二子坂戸緑道のように公園として残された。
- 1945年（昭和20年）：上河原堰（コンクリート製）が完成。1954年（昭和29年）の台風被災により流失し、後に再建される。
- 1949年（昭和24年）：宿河原堰（コンクリート製）が完成。
- 1974年（昭和49年）4月：工業用水道が取水中止（二ヶ領用水の水質悪化が主因となる）。
- 1974年（昭和49年）9月1日：台風16号による被災では、宿河原堰によって流下を妨げられた水が迂回して左岸の堤防を破る被害が発生する（多摩川水害・狛江水害）。これにより狛江市内の家屋十数軒が流失。
- 1988年（昭和63年）：「二ヶ領用水（宿河原線）」で、昭和63年度国土交通省手づくり郷土賞（ふるさとに恵みを与える川）受賞。
- 1999年（平成11年）：宿河原堰改築、二ヶ領せせらぎ館が開館。堰には狛江水害を教訓にした対策に加え、アユ等の遡上阻害を解消するための魚道設置などが行われている。以降、上流へ遡上するアユが増加した。
- 2005年（平成17年）国土交通省手づくり郷土賞大賞受賞[4]。
- 2010年（平成22年）11月20日：翌年の竣工400年を記念し、川崎市をホームタウンとする日本プロサッカーリーグ（Jリーグ）チームの川崎フロンターレがFC東京との対戦（多摩川クラシコ）に合わせて同用水工事での巡検行列を再現し、同クラブ社長の武田信平が小泉次太夫に扮した。
- 2010年：改築された宿河原堰が土木学会デザイン賞最優秀賞を受賞
- 2011年（平成23年）3月1日：竣工400年を迎える。
- 2012年（平成24年）：土木学会選奨土木遺産に選ばれる[5]。
- 2020年（令和2年）3月10日：用水が国の登録記念物に登録[2]。

近年、高度経済成長に伴い流域では宅地開発が進み、二ヶ領用水は農業用水として使われなくなる一方、生活排水の流入やゴミの不法投棄などが問題化し、鹿島田より下流の横浜市側は埋められることとなった。しかし埋められる以前に使われていた施設の名前が残っている場合があり、踏切名やトンネル、橋などで今も見ることができる。

## 名称の由来
本用水が流れる地域は江戸時代に稲毛領・川崎領と呼ばれており、これら二ヶ領を灌漑する用水であることから「二ヶ領用水」と呼ばれるようになった。さらに小泉次大夫により整備された多摩川左岸の六郷用水を合わせて「四ヶ領用水」「次大夫堀」と呼ばれることもあった。

## 名所・旧跡
稲田堤の桜（いなだづつみのさくら）
上河原堰付近の多摩川沿いに、かつて河岸に桜が植えられており、かつては久地梅林とともに観光名所としても賑わったが、多摩沿線道路の拡幅や堤防工事に伴って大半が切り倒され、現在は一部が稲田公園に残るのみである。
宿河原の桜（しゅくがわらのさくら）
1958年（昭和33年）に地元有志が二ヶ領用水（宿河原用水）沿いに約400本の桜を植えて維持管理をしており、現在は取水口から久地付近までの宿河原町内全区間にわたって桜が並木状に植えられている。春になると沿道には提灯が灯り、沿道は散策や花見に訪れる人々で賑わう。JR南武線宿河原駅が最寄駅。
井田堤の桜（いだづつみのさくら）
根方堀（江川）と矢上川の合流点付近に桜が植えられており、かつては花の名所として賑わったが、堤防工事などに伴い姿を消し、現在その面影は見られない。
住吉の桜（すみよしのさくら）
渋川沿いに約250本の桜が植えられており、親しまれている。東急東横線元住吉駅が最寄駅。

## 生物

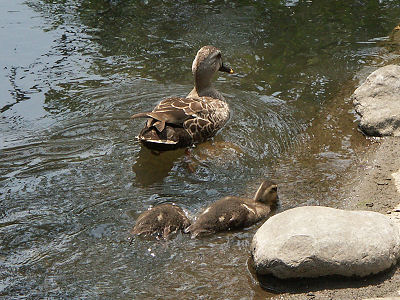
二ヶ領用水で生まれ育つカルガモの子達（2005年6月6日）

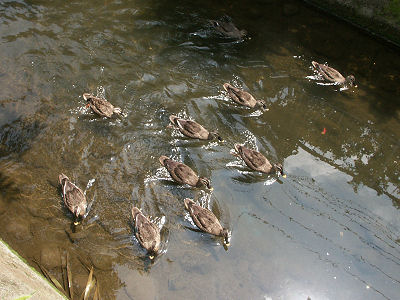
二ヶ領用水で皆すくすく育ったカルガモの大家族（2005年7月20日）

魚類はおもにコイの姿が見られるが、コサギなどが頻繁に訪れていることから、彼等の捕食対象となる小魚類も相応に住んでいると推察される。鳥類では、スズメ、ドバト、ハクセキレイおよびカルガモの姿が一年中観察され、沿川に植えられた木や畑などと相まって、野鳥の生活を支えている。
- 留鳥
  - ハクセキレイ
  - セグロセキレイ
  - スズメ
  - シジュウカラ
  - ヤマガラ
  - コゲラ
  - カワラヒワ
  - メジロ
  - ムクドリ
  - ヒヨドリ
  - カワセミ
  - キジバト
  - カルガモ
  - オナガ
  - ハシブトガラス
  - ゴイサギ
  - コサギ
- 冬鳥
  - キセキレイ
- 夏鳥
  - ツバメ

## 親水・自然学習施設
- 二ヶ領せせらぎ館 - 川崎市多摩区宿河原にある宿河原堰に隣接する施設で、各種企画展の実施や多摩川などで活動するNPO法人などの拠点になっている。詳しくは#外部リンク先を参照。
- 川崎市緑化センター - 川崎市多摩区宿河原の二ヶ領用水沿いにあり、園芸植物の育成指導などを行っている。施設内では様々な草花が季節の花を咲かせている。日中は開放されている。
- 江川せせらぎ遊歩道 - #江川を参照。最寄駅はJR南武線武蔵新城駅。